# Лукови
Лукови (Allioideae) е подсемейство тревисти многогодишни растения. Те са едносемеделни, част от разред Asparagales. В миналото, а от някои ботаници – и в наши дни, растенията от него често са причислявани към семейство Кремови (Liliaceae).
Системата APG II от 2003 г. признава семмейството и го поставя в разред Asparagales в клас Едносемеделни. APG II позволява две възможности заопределянер на семейството:
- Alliaceae sensu lato („в широкия смисъл“), включващо всички растения, разпределени в семействата Agapanthaceae, Alliaceae and Amaryllidaceae през 1998 г. APG.
- Alliaceae sensu stricto („в тесен смисъл“), непроменено от APG системата от 1998 г. и изключващо реастенията от семействата Agapanthaceae и Amaryllidaceae.

Системата APG III системата преобразува Луковите от семейство в подсемейство, като заедно с Agapanthaceae (вече Agapanthoideae) го причислява към Кокичевите.
Трябва да се отбележи, че някои от растенията, които в миналото са били включени в сем. Лукови сега са разпределени в семейство Themidaceae както от APG, така и от APG II.
Най-важният род, Лук (Allium), включва няколко важни растения, използвани за храна, между които лук (Allium cepa), чесън (A. sativum), праз (A. porrum) и сибирски лук (A. schoenoprasum).

## Класификация
Няколко рода в миналото са калсифицирани в Лукови, като Androstephium, Bessera, Bloomeria, Brodiaea, Dandya, Dichelostemma, Milla, Petronymphe, Triteleia и Triteleiopsis, но сега все повече са налага мнението, че образуват отделно семейство – Themidaceae.
- Allium (лук)
- Ancrumia
- Caloscordum
- Erinna
- Garaventia
- Gethyum
- Gilliesia
- Ipheion
- Leucocoryne
- Miersia
- Milula
- Muilla
- Nectaroscordum
- Nothoscordum
- Solaria
- Speea
- Trichlora
- Tristagma
- Tulbhagia
- Zoelnerallium